# Giovanni Ninni
Giovanni Ninni (Venosa, 27 febbraio 1861 – Napoli, 15 aprile 1922) è stato un chirurgo italiano, considerato tra i precursori della chirurgia cardiaca.

## Biografia
Nato da Gaetano, medico, e Giuseppina Vinci Pantini, dopo aver frequentato le scuole elementari a Venosa si recò a Napoli da uno zio materno per proseguire gli studi. Nel 1879 si iscrisse alla facoltà di medicina all'università partenopea, conseguendo la laurea nell'agosto 1886 e, due anni dopo, vinse un concorso come assistente presso la Clinica Chirurgica dell'Università e presso l'Ospedale degli Incurabili, per poi trasferirsi all'Ospedale dei Pellegrini.
Fu anche ricercatore scientifico dell'ateneo ed esercitò la docenza di Medicina Operatoria, Traumatologia e Clinica Chirurgica. Dopo aver insegnato anche nelle università di Palermo e Genova, tornò a Napoli e venne nominato primario chirurgo dell'Ospedale dei Pellegrini. Ninni ebbe importanti meriti in campo chirurgico, poiché fu uno dei primi in Italia a suturare il cuore ed il primo a suturare il pancreas.
Nel giugno 1898, replicò un intervento chirurgico al cuore, effettuato due anni prima da Guido Farina, ed ebbe il primato a Napoli di aver suturato un'ampia ferita penetrante nel ventricolo sinistro. Fu autore anche di diverse opere chirurgiche, la più nota venne pubblicata nel 1888, dal titolo Compendio di medicina operatoria. Accanto alla professione medica, esercitò incarichi politici nel Consiglio Provinciale, dal 1896 al 1910. Ninni morì accidentalmente nel 1922, a causa di un'infezione contratta durante un'operazione. Su iniziativa del comune di Napoli, fu sepolto al cimitero di Poggioreale, nel quadrato degli uomini illustri.